# Mary Berry
Dame Mary Berry (ur. 24 marca 1935 w Bath) – brytyjska autorka książek i telewizyjnych programów kulinarnych.

## Życiorys
Uczęszczała do Bath College of Domestic Science oraz paryskiej szkoły kucharskiej Le Cordon Bleu.
Pierwszą pracę podjęła w przedsiębiorstwie energetycznym, demonstrując odbiorcom w ich domach obsługę piekarników elektrycznych. W wieku 22 lat przeprowadziła się z rodzinnego domu do Londynu, gdzie pracowała jako kucharz-demonstrator m.in. dla instytucji promującej holenderski nabiał.
W 1966 roku została redaktorem rubryki kulinarnej czasopisma Housewife, a w 1970 roku – Ideal Home, dla którego pracowała do 1973 roku.
W 1970 roku wydana została pierwsza z ponad 70 książek kucharskich (sprzedanych w ponad 5 mln egzemplarzy), których jest autorem – Hamlyn All Colour Cookbook. Wkrótce potem po raz pierwszy wzięła udział w programie telewizyjnym – Good Afternoon.
W latach 1990–2006 prowadziła warsztaty kulinarne, w których wzięło udział ponad 14 000 uczestników.
W latach 2010–2016 była jednym z jurorów w programie telewizyjnym The Great British Bake Off, któremu zawdzięcza szczególną popularność.
W 2012 odznaczona Komandorią Orderu Imperium Brytyjskiego IV klasy (CBE), a w 2020 królowa brytyjska Elżbieta II uhonorowała ją tymże orderem II klasy (DBE) za zasługi w dziedzinie sztuki kulinarnej, co uprawnia Berry do szlacheckiego tytułu Dame.

## Życie prywatne
W 1966 roku wyszła za mąż za Paula Hunningsa, antykwariusza, z którym miała troje dzieci – Williama, Annabel i Thomasa (William zginął w wypadku samochodowym w wieku 19 lat).